# تلمبه چاه دراز ۳
تلمبه چاه دراز ۳ یک منطقهٔ مسکونی در ایران است که در دهستان گلستان (سیرجان) واقع شده‌است.